# Cylindre de révolution
Un cylindre circulaire droit ou cylindre de révolution est la surface engendrée par la révolution, autour d'un axe fixe, d'une droite parallèle à ce dernier. On notera r le rayon et h la hauteur d'un tronc de cylindre.

## Équation cartésienne
Dans l'espace rapporté au repère orthonormal {\displaystyle (O,{\vec {i}},{\vec {j}},{\vec {k}})}, le cylindre de révolution d'axe Oz et de rayon r a pour équation :
{\displaystyle x^{2}+y^{2}=r^{2}.}

## Équation cylindrique
{\displaystyle \,\rho =r.}

## Caractéristiques

### Périmètre d'une base
{\displaystyle 2\pi r.}

### Aire d'une base
{\displaystyle \pi r^{2}.}

### Aire latérale
C'est le produit du périmètre de la base par la hauteur :
{\displaystyle 2\pi rh.}

### Volume
C'est le produit de l'aire de la base par la hauteur :
{\displaystyle \pi r^{2}h.}